# Irichohalticella silvifilia
Irichohalticella silvifilia är en stekelart som beskrevs av Girault 1927. Irichohalticella silvifilia ingår i släktet Irichohalticella och familjen bredlårsteklar. Inga underarter finns listade i Catalogue of Life.